# Gaudete

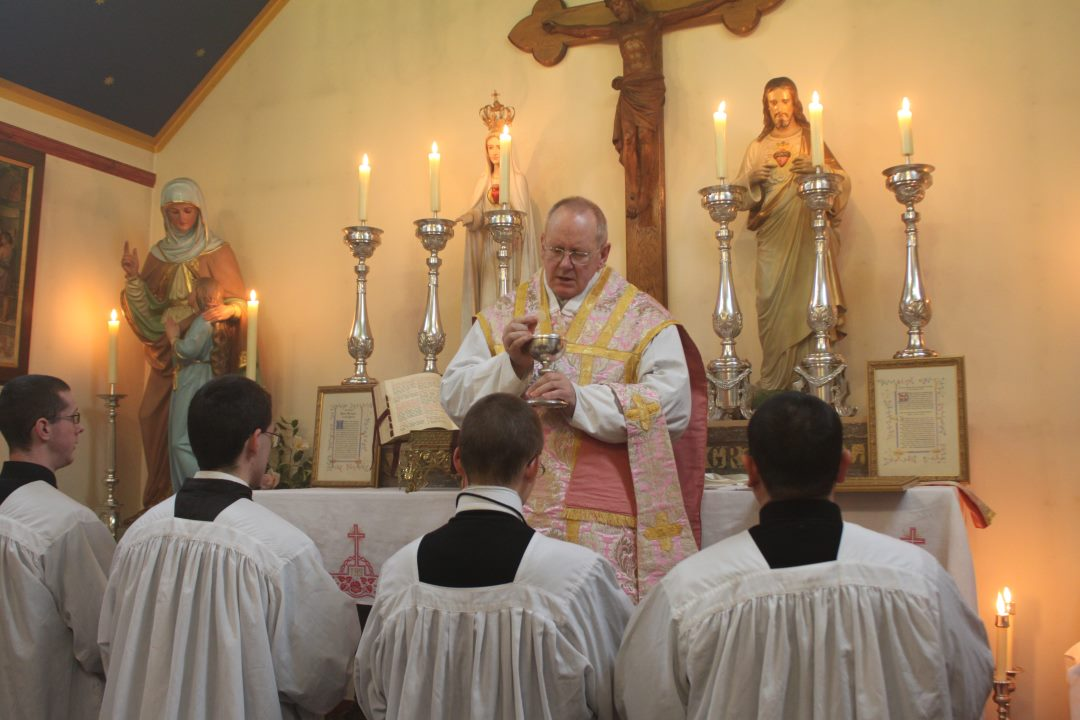
Redemptorysta zaalpejski w różowym ornacie, ryt trydencki

Gaudete – inna nazwa III niedzieli adwentu w Kościele katolickim obrządku rzymskiego. W tym dniu kapłan może włożyć szaty liturgiczne koloru różowego, mające oznaczać radość z przyjścia Chrystusa i daru odkupienia. III niedziela jest więc „niedzielą radości”.

## Introit mszy św. Gaudete
Określenie niedzieli pochodzi od pierwszego słowa introitu mszy tego dnia, zamieszczonego poniżej.
- Tekst łaciński

Gaudete in Domino semper: iterum dico, gaudete. Modestia vestra nota sit omnibus hominibus: Dominus enim prope est. Nihil solliciti sitis: sed in omni oratione petitiones vestrae innotescant apud Deum. Benedixisti Domine, terram tuam: avertisti captivitatem Jacob.
- Tekst polski

Radujcie się zawsze w Panu; jeszcze raz powtarzam: radujcie się! Niech będzie znana wszystkim ludziom wasza wyrozumiała łagodność: Pan jest blisko! O nic się już zbytnio nie troskajcie, ale w każdej sprawie wasze prośby przedstawiajcie Bogu w modlitwie i błaganiu z dziękczynieniem! Łaskawym się okazałeś, Panie, dla Twej ziemi; odmieniłeś los Jakuba.

## Czytania na niedzielę Gaudete
- Rok A: Iz  35,1-6a.10; Jk  5, 7-10; Mt  11,2-11
- Rok B: Iz  61, 1-2a. 10-11; 1 Tes  5, 16-24; J  1, 6-8. 19-28
- Rok C: So  3,14-18a; Flp 4, 4-7; Łk  3,10-18
- W nadzwyczajnej formie rytu rzymskiego: Lekcja: Flp 4, 4-7; Ewangelia: J 1, 19-28